# Épernay-sous-Gevrey
Épernay-sous-Gevrey är en kommun i departementet Côte-d'Or i regionen Bourgogne-Franche-Comté i östra Frankrike. Kommunen ligger i kantonen Gevrey-Chambertin som tillhör arrondissementet Dijon. År 2022 hade Épernay-sous-Gevrey 156 invånare.

## Befolkningsutveckling
Antalet invånare i kommunen Épernay-sous-Gevrey
Referens:INSEE